# Huansu S5

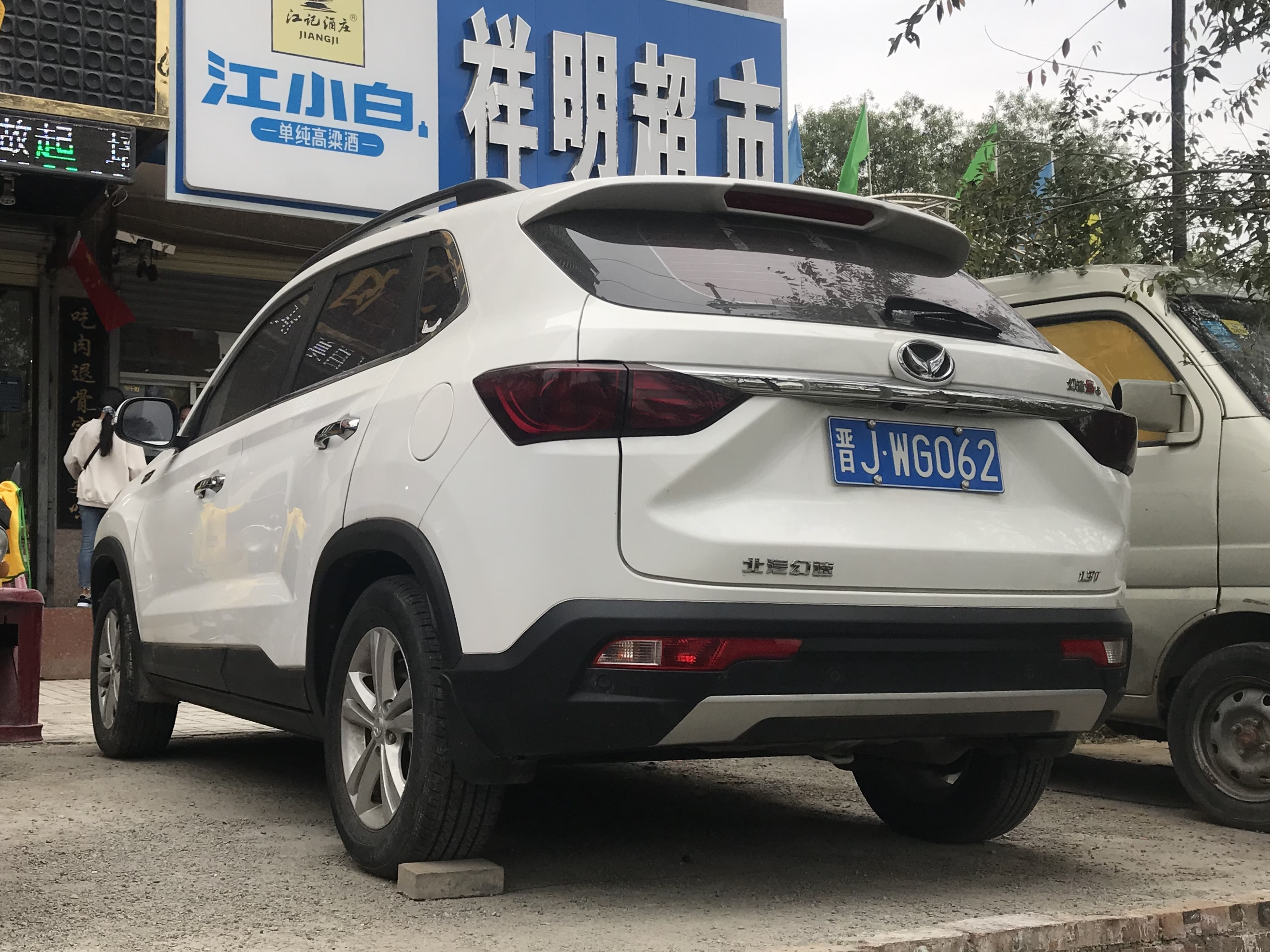
Вид сзади

Huansu S5 — пятиместный компактный кроссовер, выпускавшийся компанией Huansu — дочерним подразделением BAIC Motor и Yinxiang Group.

## Описание
Huansu S5, выпускавшийся компанией Beiqi Yinxiang Automobile, базировался на той же платформе, что и Senova X55. Он оснащался 1,3-литровым турбодвигателем F13B мощностью 133 л. с. и крутящим моментом 185 Н·м. Коробка передач — пятиступенчатая механическая или бесступенчатая. Позже этот же двигатель применялся в Bisu T3 и производился компанией Kaite Engine в Чунцине. Официально Huansu S5 дебютировал в марте 2017 года. Изначально ценовой диапазон варьировался от 69800 до 79800 юаней, а позже — от 59800 до 85800 юаней.